# Parafia Zwiastowania Pańskiego w Dębem
Parafia Zwiastowania Pańskiego w Dębem – parafia rzymskokatolicka znajdująca się w diecezji kaliskiej, w dekanacie Koźminek.